# Marsha Canham
Marsha Canham z domu Jaroszewska (ur. 19 listopada 1951 w Toronto) – kanadyjska pisarka pochodzenia polskiego, autorka romansów historycznych, siostra polityk Carolyn Parrish.
Otrzymała nagrody literackie: Golden Quill Award, Francis Award, Hughie Award, Favorite Historical Romance Award, dwukrotnie RT Career Achievement Award oraz pięciokrotnie RT Reviewers Choice Award. 
Jest rozwiedziona, ma jednego syna i dwoje wnucząt. Mieszka w Toronto.

## Dzieła

### Powieści
- China Rose (1984)
- Bound by the Heart (1984)
- The Wind and the Sea (1986)

Seria Highland
1. The Pride of Lions (1988; wydanie polskie 2002 W jaskini lwa)
2. The Blood of Roses (1989)
3. Midnight Honor (2001; wydanie polskie 2002 Honor klanu)

Seria Robin Hood
1. Through a Dark Mist (1991)
2. In the Shadow of Midnight (1994)
3. The Last Arrow (1997)
4. My Forever Love (2003)

- Dark and Dangerous (1992; wydanie polskie 1992 Mroczna strona raju)
- Straight for the Heart (1995)

Seria Dante Pirates
1. Across a Moonlit Sea (1996)
2. The Iron Rose (2003; wydanie polskie 2003 Żelazna róża)
3. The Following Sea (2012)

- Pale Moon Rider (1998; wydanie polskie 2005 Księżycowy jeździec)
- Swept Away (1999; wydanie polskie 2006 Jak błyskawica)
- The Dragon Tree (2012)

### Nowela
- What the Heart Sees (2012)